# ستانلي ك. ووكر
ستانلي ك. ووكر (بالإنجليزية: Stanley C. Walker)‏ هو سياسي أمريكي، ولد في 2 يوليو 1923 في نورفولك في الولايات المتحدة، وتوفي في 15 يناير 2001. حزبياً، نشط في الحزب الديمقراطي. وقد انتخب عضو مجلس ولاية فرجينيا.